# Vladímir Akopian
Vladímir Eduàrdovitx Akopian, (en rus: Владимир Эдуардович Акопян), (nascut el 7 de desembre de 1971, a Bakú, llavors capital de l'RSS de l'Azerbaidjan), és un jugador d'escacs armeni, que té el títol de Gran Mestre Internacional des de 1991. A Armènia, el seu cognom s'escriu sovint Hakobyan (en armeni: Վլադիմիր Հակոբյան), però en l'àmbit internacional (i en l'àmbit de la FIDE), es fa servir per citar-lo la transliteració "Akopian" a partir de la versió russa del seu cognom.
El desembre de 2009, fou guardonat amb el títol de "Mestre Honorífic de l'Esport de la República d'Armènia".
A la llista d'Elo de la FIDE del desembre de 2021, hi tenia un Elo de 2614 punts, cosa que en feia el jugador número 17 (en actiu) dels Estats Units, i el número 194 del rànquing mundial. El seu màxim Elo va ser de 2713 punts, a la llista de juliol de 2006 (posició 18 al rànquing mundial).

## Resultats destacats en competició
Va guanyar el Mundial Sub-16 el 1986, a l'edat de 14 anys i el Mundial sub-18 amb tan sols 16 anys. El 1991, va aconseguir la victòria en el Campionat del món juvenil, per a jugadors menors de 20 anys. Els anys 1996 i 1997 es va proclamar Campió d'Armènia absolut.
El 1999 va empatar al primer lloc al Philadelphia World Open (el campió fou Gregory Serper). També el 1999 va aconseguir arribar a la final del Campionat del món d'escacs de la FIDE (un torneig jugat per eliminació directa), però la va perdre contra Aleksandr Khalifman, 3½-2½. Al Campionat del món de la FIDE de 2004, fou eliminat als quarts de final pel jugador que ell mateix havia eliminat a les semifinals de 1999, Michael Adams. El 2001, fou primer a la quarta edició del torneig d'Enghien-les-Bains, a França, per davant de Joël Lautier.
El 2005, es va haver de retirar de l'Obert de Dubai en ser detingut a l'aeroport de Dubai en ser confós amb un individu d'igual nom que estava buscat per la Interpol per assassinat.
Akopian va ser un dels jugadors que van contribuir, juntament amb Levon Aronian, Karèn Asrian, Sembat Lputian, Gabriel Sargissian, i Artaixès Minassian, en l'equip armeni d'escacs que va guanyar la medalla d'or en l'Olimpíada d'escacs de Torí 2006, superant la Xina i els Estats Units. En aquesta competició, Akopian va fer la vuitena millor actuació de l'Olimpíada segons la mitjana d'Elo dels rivals, puntuant 9 de 12, per una performance de 2778. Akopian també formà part de l'equip armeni que guanyà la següent Olimpíada de Dresden 2008 (conjuntament amb Tigran L. Petrossian, Levon Aronian, Gabriel Sargissian i Artaixès Minassian).
El 2007, Akopian va guanyar el Torneig de Gibtelecom a Gibraltar amb 7½ de 9 punts, després d'imposar-se a Iuri Kuzúbov en l'última ronda, per davant d'un grup de 3 jugadors amb 7 punts, entre els quals hi havia Hikaru Nakamura i Michael Adams.
Entre l'agost i el setembre de 2011 havia de participar en la Copa del món de 2011, a Khanti-Mansisk, un torneig del cicle classificatori pel Campionat del món de 2013, però finalment no hi va poder assistir, en el darrer moment, per problemes de salut, i va perdre la primera eliminatòria per incompareixença.
L'abril de 2016 fou subcampió de l'Obert de Dubai amb 7,5 punts de 9, els mateixos punts que Gawain Jones però amb pitjor desempat.

## Partides notables
- Vladimir Akopian vs Kiril D Georgiev, Ch World FIDE, Las Vegas (USA) 1999, Queen's Indian Defense: Kasparov-Petrosian Variation, Romanishin Attack (E12), 1-0
- Junior (Computer) vs Vladimir Akopian, SuperGM 2000, Owen Defense: General (B00), 1/2-1/2
- Vladimir Akopian vs Garry Kasparov, Russia vs The Rest of the World 2002, Sicilian Defense: Nyezhmetdinov-Rossolimo Attack (B30), 1-0
- Alexey Korotylev vs Vladimir Akopian, Aeroflot Open 2006, Benoni Defense: Classical Variation, General (A70), 0-1